# 元帥府
元帥府（げんすいふ、英語: Supreme Military Advisory Council）とは、第2次世界大戦終戦以前の日本に存在した天皇の軍事部門における最高顧問集団。諮詢機関。

## 設置
元帥府の規定は1898年（明治31年）1月20日に制定された元帥府条例によって定められた。
1897年10月14日に参謀総長の小松宮彰仁親王が「マルシャル」の官職の設置などを含む上奏を行った。この背景には陸軍が世代交代期にあり、軍事顧問機関を設けることで山縣有朋らを現役に留置することが必要と考えられた点があり、一方で軍制への抵触を避ける制度設計がなされた。

## 運用
設置当初、元帥府は個別に意見を上奏できる元帥個人の集合体で緩やかな連帯的合議が行われていた。一方で、元帥府ではなく山縣など元帥個人に諮詢される例もあり、元帥は元帥府の制度的枠内に収まらない性格を持っていた。
「内大臣府文書」に残る「元帥府内規」によると諮詢の有無を問わず「毎火曜日」に参内することとされていた（実際には毎週金曜日が参集日となっていた）。一方で「大山巌関係文書」にも「元帥府内規」が残されており、「府議」に関する事項や「異見者」の上申の規定が含まれているが正式案になったかは不明である。
実質的には元帥府では元帥全員による奉答が慣例化した。明治天皇は元帥府に積極的に諮詢を行い、山縣を軸とする元帥全員の奉答を重視し、陸海軍当局との協同一致を求めた。しかし、1898年（明治31年）7月の陸軍の戦時及平時団隊編制改正では陸軍省の意見と合わず、元帥で参謀総長の大山巌と陸相の桂太郎との間で覚書が交換されたが、このときの大山のように元帥が他の立場では元帥府奉答と異なる見解を示す可能性があるなど問題も抱えていた。
さらに1900年（明治33年）の防務条例改正問題では、元帥府と陸海軍当局の意見の相違だけではなく、元帥全員による奉答の慣例化によって山縣が意見統一に苦慮することになった。
昭和10年代には元帥が皇族のみとなり、閑院宮載仁親王・伏見宮博恭王は参謀総長・軍令部総長であったため元帥府は形骸化していた。
大東亜戦争中に陸軍から杉山元・寺内寿一・畑俊六の三名、海軍から山本五十六（没後追贈）・古賀峯一（没後追贈）・永野修身の三名が元帥府に列せられた。マリアナ沖海戦の敗退によって戦局が悪化すると、1944年（昭和19年）6月25日に初めて元帥会議が召集されて、伏見宮・梨本宮守正王・杉山・永野の4名が昭和天皇の諮問を受けた（閑院宮は病気のため、寺内・畑は外地での軍務のため参加せず）。
続いて1945年（昭和20年）8月14日にポツダム宣言の受諾の是非を巡って皇族元帥と軍務にある寺内を除いた3名が諮問を受けた。なお、杉山・永野の両名は国軍はなおも健在と主戦論をはる中で、畑は広島市に本拠を置いていた第2総軍司令官として「担任正面の防御については敵を撃攘し得るという確信は遺憾ながらなしと申上ぐる外ありません」と率直に天皇に実情を説明、本土決戦が不可能であることを昭和天皇に確信させることになった。続いて昭和天皇から「皇室の安泰は敵側において確約しあり，大丈夫」と伝えられると、3元帥ともこれに素直に従った。

## 廃止
1945年11月30日の大日本帝国陸海軍廃止と同時に元帥府も廃止された。